# Presse écrite au Guatemala
Liste de journaux guatémaltèques :
- Prensa Libre
- Siglo Veintiuno[1]
- La Hora[2]
- Nuestro Diario[3]
- Al Día
- El Periódico[4]
- Diario de Centro América, journal officiel de Guatemala[5].
- El Gráfico, hors de circulation.
- El Imparcial, hors de circulation.
- El Quetzalteco, base en Quetzaltenango.  Publié trois fois par semaine[6].
- The Guatemala Times, uniquement en anglais[7]
- Noticias de Guatemala[8].
- El Metropolitano (Mixco), base metropolitaine (Mixco)[9].
- La Voz del Migrante[10].